# تيتي أبيض الذيل
تيتي أبيض الذيل (الأسم العلمي:Plecturocebus discolor) هو نوع من قرود التيتي، قرود العالم الجديد، في أمريكا الجنوبية. وجدت في كولومبيا والإكوادور وبيرو . تم وصفه في عام 1848 باسم Callicebus discolor.